# 多度津町立多度津小学校
多度津町立多度津小学校（たどつちょうりつ たどつしょうがっこう）は、香川県仲多度郡多度津町栄町三丁目にある公立小学校。

## 沿革
- 1872年 - 宝性寺・西方寺などを借り上げ、硯岡小学校として開校。
- 1887年 - 多度津尋常小学校と改称。
- 1888年 - 大通町（現JR四国多度津工場用地）に校舎を新築。
- 1926年 - 現在地に移転。
- 1962年 - 水泳プール新設
- 1967年 - よい歯の学校日本一受賞
- 1968年 - 第17回全国社会科教育研究大会
- 1972年 - 現校舎が竣工。
- 1981年 - 屋内運動場改築竣工
- 1987年 - 創立百周年記念行事実施
- 1987年 - 香川県小学校教育研究会「学校課題」研究発表
- 1988年 - 水泳プール全面改築竣工
- 1990年 - スクールファーム完成
- 1994年 - 県教委「国際理解教育推進事業」研究発表
- 1997年 - 第30回香川県小学校教育研究会理科部会・第21回四国理科教育研究大会発表

## 通学区域
- 栄町1丁目-3丁目、中ノ町、元町、本通1丁目、京町、西浜、東浜、大通り、家中、日の出町、東新町、堀江1丁目-2丁目、寿町、東港町
- 本通2丁目（一部を除く）、本通3丁目（一部を除く）、桃山（一部を除く）、西港町（多度津町道臨海3号線より東側）
- 桜川1丁目-2丁目、大字道福寺、大字庄大字東白方（一部）

卒業生は基本的に多度津町立多度津中学校へ進学する。

## 周辺
- 多度津町役場
- 香川県立多度津高等学校
- 多度津町立資料館
- 四国旅客鉄道多度津工場
- 桃陵公園
- 少林寺拳法総本山・総本部
- 桜川
- 多度津港
- 香川県道25号善通寺多度津線

## 交通
- JR予讃線・土讃線 多度津駅から西へ200m
- 多度津港から東へ900m
- 香川県道213号多度津停車場線沿い

## 通学区域が隣接している学校
- 多度津町立豊原小学校
- 多度津町立四箇小学校
- 多度津町立白方小学校

その他、海を挟んで、以下の学校とも近接している。
- 三豊市立詫間小学校
- 丸亀市立広島小学校 （休校中）
- 丸亀市立小手島小学校 （休校中）
- （岡山県）笠岡市立真鍋小学校 （休校中）

## 関係項目
- 香川県小学校一覧